# Пахлер, Мари
Мария Леопольдина Пахлер-Кошак, известная как Мари Пахлер или Мария Пахлер (нем. Marie Leopoldine Pachler-Koschak; 2 февраля 1794, Грац — 10 апреля 1855, Грац) — австрийская пианистка, композитор и хозяйка светского салона. Она была поклонницей Людвига ван Бетховена и подругой Франца Шуберта.

## Биография
Урождённая Мария Леопольдина Кошак родилась 2 февраля 1794 года в Граце, Австрия. Её отец, Альдобранд Кошак, был адвокатом словенского происхождения, а её мать, Тереза, происходила из семьи торговцев из Вены. Родители рано заметили и поощряли музыкальный талант дочери, и сумели дать ей хорошее  музыкальное и общее образование. Её учителями были Генрих Гугель и Юлиус Франц Боргиас Шнеллер. Современники считали Марию Кошак музыкальным вундеркиндом. Уже в детском возрасте она давала концерты, которые организовывал её отец, а в девять лет представила публике первые собственные музыкальные сочинения.
12 мая 1816 года Мария Кошак вышла замуж за Карла Пахлера, адвоката и владельца пивоварни в Граце. В 1817 году она познакомилась с Людвигом ван Бетховеном, который оценил её музыкальный талант, и с которым она позже вела переписку. В 1820-е годы Пахлеры владели в Граце светским салоном, гостями которого были Антон Хальм, Ансельм Хюттенбреннер, Карл Готфрид фон Лейтнер, Антон фон Прокеш-Остен, Юлиус Франц Боргиас Шнеллер, Юли Глей, Карл Реттих и Франц Шуберт. Вместе с Шубертом Пахлер выступала на благотворительном концерте, который был организован «Музыкальной ассоциацией Граца». Салон Пахлеров считался в те годы одним из главных центров культурной и общественной жизни города.
В 1835 году Пахлер вместе с мужем усыновила Фридриха Кальтенеггера фон Ридхорста (1820—1892), который в дальнейшем сделал карьеру государственного деятеля, и которого она воспитывала вместе со своим родным сыном — Фаустом Пахлером (1819—1891), будущим писателем и поэтом.
Она умерла в Граце 10 апреля 1855 года.

## Почести и память
Пахлер была почётным членом Музыкального общества Штайермарка, а с 15 октября 1817 года — почётным членом Филармонического общества Любляны. В Граце в её честь названа улица (Pachlerweg).